# Río Nazareno
Der Río Nazareno, auch Río Poscaya oder Río San Pedro genannt, ist ein etwa 40 km langer Fluss im nordwestargentinischen Departamento Iruya in der Provinz Salta. Seine Quelle befindet sich etwa 10 km nördlich des Dorfes Nazareno bzw. 2 km nördlich des Dorfes Poscaya. Er mündet bei Las Higueras in den Río Iruya.
Zuflüsse des Nazareno sind Río Vizcarra (auch Río Bacoya genannt), Arroyo San Pedro, Río Mesada Chica, Río Mesada Grande, Tacupampa, Estanque, Aguanita, Zapallar und Arpero.